# 핵산 대사
핵산 대사(核酸 代謝, 영어: nucleic acid metabolism)는 핵산(DNA 및 RNA)이 합성되고 분해되는 과정이다. 핵산은 뉴클레오타이드의 중합체이다. 뉴클레오타이드 합성은 일반적으로 핵염기, 5탄당, 인산의 화학 반응을 포함하는 동화작용의 메커니즘이다. 핵산의 분해는 이화작용이다. 또한 뉴클레오타이드 또는 핵염기의 일부는 새로운 뉴클레오타이드를 재생성하기 위해 회수될 수 있다. 합성 반응과 분해 반응 둘 다 반응을 촉진시키기 위해 효소가 필요하다. 이러한 효소의 결함이나 결핍은 다양한 질병으로 이어질 수 있다.

핵산의 단위체인 뉴클레오타이드의 구성 성분

## 같이 보기
- 탄수화물 대사
- DNA
- RNA
- 핵산
- 단백질 대사